# Općinsko vijeće
Općinsko vijeće je glavno tijelo u općini - jedinici u teritorijalnoj podjeli određene države. Općinsko vijeće je predstavničko tijelo čije predstavnike biraju građani općine i obavlja poslove koje su mu zakonom ili drugim propisom stavljeni u djelokrug. Općinsko vijeće je kolektivno tijelo.    

## Općinsko vijeće u Hrvatskoj
Općinsko vijeće predstavičko je tijelo građana općine. Mandat članovima traje 4 godine, a članove biraju građani na neposrednim i općim izborima tajnim glasovanjem.